# Hóquei sobre a grama nos Jogos Pan-Americanos de 2015 - Masculino
O torneio masculino de hóquei sobre a grama nos Jogos Pan-Americanos de 2015 foi realizado entre 14 e 25 de julho nos Campos Pan e Parapan-Americano, dentro da Universidade de Toronto. Oito equipes participaram do evento.
A equipe vencedora, se ainda não estiver garantida, classifica-se para os Jogos Olímpicos de 2016, no Rio de Janeiro.

## Medalhistas
|  | ARG Argentina |  | CAN Canadá |  | CHI Chile |
|  | Juan Manuel Vivaldi Gonzalo Peillat Juan Gilardi Pedro Ibarra Facundo Callioni Matías Paredes Joaquín Menini Lucas Vila Ignacio Ortiz Juan Martín López Nicolás Della Torre Isidoro Ibarra Matías Rey Manuel Brunet Agustín Mazzili Lucas Rossi |  | Benjamin Martin Scott Tupper Devohn Teixeira Gabriel Ho-Garcia David Jameson Adam Froese Gordan Johnston Brenden Bissett Paul Wharton Mark Pearson Matthew Sarmento Iain Smythe Matthew Guest Sukhi Panesar Taylor Curran David Carter |  | Andrés Fuenzalida Adrián Henríquez Jaime Zarhi Sven Richter Ignacio Gajardo Martín Rodríguez Ducaud Alexis Berczely Prada Seba Kapsch Raimundo Valenzuela Fernando Binder Wiener Thomas Kannegiesser Felipe Eggers Ricardo Achondo Vicente Martín Tarud Fernando Renz Nicolás Renz |

## Formato
As oito equipes foram divididas em dois grupos de quatro equipes. Cada equipe enfrentou as outras equipes do mesmo grupo, totalizando três jogos. A colocação final das equipes nos grupos determinou o emparelhamento das quartas de final, onde o primeiro enfrentou o quarto e o segundo o terceiro. As vencedoras das quartas se classificaram as semifinais e as perdedoras para jogos de definição do quinto ao oitavo lugar. Nas semifinais, as vencedoras disputaram a final e as perdedoras a medalha de bronze.

## Primeira fase
|  | Equipes classificadas à fase final |

Todas as partidas seguem o fuso horário local (UTC-6).

### Grupo A
| Equipe                | Pts | J | V | E | D | GP | GC | SG  |
| --------------------- | --- | - | - | - | - | -- | -- | --- |
| ARG Argentina         | 9   | 3 | 3 | 0 | 0 | 22 | 4  | +18 |
| USA Estados Unidos    | 4   | 3 | 1 | 1 | 1 | 5  | 10 | –5  |
| CUB Cuba              | 2   | 3 | 0 | 2 | 1 | 9  | 10 | –1  |
| TTO Trinidad e Tobago | 1   | 3 | 0 | 1 | 2 | 3  | 15 | –12 |

| 14 de julho 09:00                                                                                        |           |                   |                                                                                       |
| Argentina                                                                                                | 11 – 0    | Trinidad e Tobago | Campos Pan e Parapan-Americano, Toronto Árbitros: CHN You Suolong URU Federico García |
| Peillat 26', 57' Vila 29', 30', 34' Paredes 37' Della Torre 42' Mazzili 55' Callioni 57', 60' Menini 59' | Relatório |                   | Campos Pan e Parapan-Americano, Toronto Árbitros: CHN You Suolong URU Federico García |

| 14 de julho 11:00               |           |                              |                                                                                         |
| Estados Unidos                  | 3 – 3     | Cuba                         | Campos Pan e Parapan-Americano, Toronto Árbitros: CHI Matías Barbosa GBR David Sweetman |
| Runzi 9' Kaeppeler 24' Holt 28' | Relatório | Tritzant 32' Blanco 51', 59' | Campos Pan e Parapan-Americano, Toronto Árbitros: CHI Matías Barbosa GBR David Sweetman |

| 16 de julho 09:00        |           |                 |                                                                                             |
| Trinidad e Tobago        | 2 – 2     | Cuba            | Campos Pan e Parapan-Americano, Toronto Árbitros: MEX Daniel Basto Rivero USA Grant Hundley |
| Toussaint 51' Eccles 59' | Relatório | Blanco 22', 53' | Campos Pan e Parapan-Americano, Toronto Árbitros: MEX Daniel Basto Rivero USA Grant Hundley |

| 16 de julho 11:00 |           |                                                                      |                                                                                             |
| Estados Unidos    | 0 – 6     | Argentina                                                            | Campos Pan e Parapan-Americano, Toronto Árbitros: ESP Francisco Vázquez USA Gavin Caldecott |
|                   | Relatório | Mazzili 15' Brunet 19' Peillat 38', 47' Callioni 41' Della Torre 54' | Campos Pan e Parapan-Americano, Toronto Árbitros: ESP Francisco Vázquez USA Gavin Caldecott |

| 18 de julho 09:00                         |           |                                         |                                                                                          |
| Argentina                                 | 5 – 4     | Cuba                                    | Campos Pan e Parapan-Americano, Toronto Árbitros: CAN Gavin Caldecott USA Matías Barbosa |
| Vila 18' Peillat 28', 37', 55' Menini 29' | Relatório | Blanco 21' Veitia 47', 57' Aguilera 52' | Campos Pan e Parapan-Americano, Toronto Árbitros: CAN Gavin Caldecott USA Matías Barbosa |

| 18 de julho 11:00 |           |                    |                                                                                         |
| Trinidad e Tobago | 1 – 2     | Estados Unidos     | Campos Pan e Parapan-Americano, Toronto Árbitros: ESP Francisco Vázquez CHN You Suolong |
| Campbell 14'      | Relatório | Holt 6' Grassi 13' | Campos Pan e Parapan-Americano, Toronto Árbitros: ESP Francisco Vázquez CHN You Suolong |

### Grupo B
| Equipe     | Pts | J | V | E | D | GP | GC | SG  |
| ---------- | --- | - | - | - | - | -- | -- | --- |
| CAN Canadá | 9   | 3 | 3 | 0 | 0 | 18 | 2  | +16 |
| CHI Chile  | 6   | 3 | 2 | 0 | 1 | 6  | 4  | +2  |
| BRA Brasil | 3   | 3 | 1 | 0 | 2 | 3  | 12 | –9  |
| MEX México | 0   | 3 | 0 | 0 | 3 | 3  | 12 | –9  |

| 14 de julho 17:00                          |           |                         |                                                                                          |
| Chile                                      | 3 – 2     | México                  | Campos Pan e Parapan-Americano, Toronto Árbitros: USA Grant Hundley TTO Donny Gobinsingh |
| Richter 25' Tarud 34' Rodríguez Ducaud 56' | Relatório | Campillo 2' Pedraza 55' | Campos Pan e Parapan-Americano, Toronto Árbitros: USA Grant Hundley TTO Donny Gobinsingh |

| 14 de julho 19:00                                                                          |           |           |                                                                                            |
| Canadá                                                                                     | 9 – 1     | Brasil    | Campos Pan e Parapan-Americano, Toronto Árbitros: ARG Andrés Ledesma ESP Francisco Vázquez |
| Bissett 8' Tupper 17' Pearson 28', 35' Ho-Garcia 31' Froese 34' Guest 39', 44' Wharton 50' | Relatório | Borges 9' | Campos Pan e Parapan-Americano, Toronto Árbitros: ARG Andrés Ledesma ESP Francisco Vázquez |

| 16 de julho 17:00 |           |        |                                                                                        |
| Brasil            | 1 – 0     | México | Campos Pan e Parapan-Americano, Toronto Árbitros: CHN You Suolong TTO Donny Gobinsingh |
| Paixão 44'        | Relatório |        | Campos Pan e Parapan-Americano, Toronto Árbitros: CHN You Suolong TTO Donny Gobinsingh |

| 16 de julho 19:00 |           |            |                                                                                        |
| Chile             | 0 – 1     | Canadá     | Campos Pan e Parapan-Americano, Toronto Árbitros: URU Federico García USA Saleem Aaron |
|                   | Relátorio | Tupper 54' | Campos Pan e Parapan-Americano, Toronto Árbitros: URU Federico García USA Saleem Aaron |

| 18 de julho 17:00 |           |                                              |                                                                                      |
| Brasil            | 1 – 3     | Chile                                        | Campos Pan e Parapan-Americano, Toronto Árbitros: USA Saleem Aaron USA Grant Hundley |
| Borges 42'        | Relatório | N. Renz 11' Richter 14' Rodríguez Ducaud 40' | Campos Pan e Parapan-Americano, Toronto Árbitros: USA Saleem Aaron USA Grant Hundley |

| 18 de julho 19:00                                                   |           |              |                                                                                          |
| Canadá                                                              | 8 – 1     | México       | Campos Pan e Parapan-Americano, Toronto Árbitros: URU Federico García ARG Andrés Ledesma |
| Ho-Garcia 6', 14', 52', 54' Sarmento 31', 47' Guest 38' Wharton 55' | Relatório | Campillo 36' | Campos Pan e Parapan-Americano, Toronto Árbitros: URU Federico García ARG Andrés Ledesma |

## Fase final
|  | Quartas-de-final    | Quartas-de-final    |                     |        | Semifinais | Semifinais |  |  | Final               | Final |
|  |                     |                     |                     |        |            |            |  |  |                     |       |
|  | 21 de julho – 09:00 |                     |                     |        |            |            |  |  |                     |       |
|  |                     |                     |                     |        |            |            |  |  |                     |       |
|  | Argentina           | 12                  |                     |        |            |            |  |  |                     |       |
|  | Argentina           | 12                  | 23 de julho – 17:00 |        |            |            |  |  |                     |       |
|  | México              | 0                   |                     |        |            |            |  |  |                     |       |
|  | México              | 0                   | Argentina           | 6      |            |            |  |  |                     |       |
|  | 21 de julho – 11:30 |                     | Argentina           | 6      |            |            |  |  |                     |       |
|  |                     | Chile               | 0                   |        |            |            |  |  |                     |       |
|  | Chile               | Chile               | 0                   | 6      |            |            |  |  |                     |       |
|  | Chile               |                     | 25 de julho – 19:30 | 6      |            |            |  |  |                     |       |
|  | Cuba                | 2                   |                     |        |            |            |  |  |                     |       |
|  | Cuba                | 2                   | Argentina           | 3      |            |            |  |  |                     |       |
|  | 21 de julho – 17:00 |                     | Argentina           | 3      |            |            |  |  |                     |       |
|  |                     | Canadá              | 0                   |        |            |            |  |  |                     |       |
|  | Estados Unidos      | Canadá              | 0                   | 1 (1)  |            |            |  |  |                     |       |
|  | Estados Unidos      | 23 de julho – 19:30 |                     | 1 (1)  |            |            |  |  |                     |       |
|  | Brasil              | 1 (3)               |                     |        |            |            |  |  |                     |       |
|  | Brasil              | 1 (3)               | Brasil              | 0 (3)  | 3º lugar   | 3º lugar   |  |  |                     |       |
|  | 21 de julho – 19:30 |                     | Brasil              | 0 (3)  | 3º lugar   | 3º lugar   |  |  |                     |       |
|  |                     | Canadá              | 0 (5)               |        |            |            |  |  |                     |       |
|  | Canadá              | Canadá              | 0 (5)               | 3      | Chile      | 4          |  |  |                     |       |
|  | Canadá              |                     |                     | 3      | Chile      | 4          |  |  |                     |       |
|  | Trinidad e Tobago   | 0                   |                     | Brasil | 1          |            |  |  |                     |       |
|  | Trinidad e Tobago   | 0                   |                     |        | 1          |            |  |  |                     |       |
|  |                     |                     |                     |        |            |            |  |  | 25 de julho – 17:00 |       |
|  |                     |                     |                     |        |            |            |  |  |                     |       |

### Quartas de final
| 21 de julho 09:00                                                                             |           |        |                                                                                       |
| Argentina                                                                                     | 12 – 0    | México | Campos Pan e Parapan-Americano, Toronto Árbitros: USA Saleem Aaron CHI Matías Barbosa |
| Brunet 2' Peillat 7', 28', 30', 59' Ortiz 18', 39' Vila 20', 31', 51' Gilardi 39' Mazzili 56' | Relatório |        | Campos Pan e Parapan-Americano, Toronto Árbitros: USA Saleem Aaron CHI Matías Barbosa |

| 21 de julho 11:30                                                        |           |                         |                                                                                     |
| Chile                                                                    | 6 – 2     | Cuba                    | Campos Pan e Parapan-Americano, Toronto Árbitros: CHN You Suolong ARG Andrés Lesema |
| Berczely 38' Richter 43' F. Renz 46' Tarud 47', 60' Rodríguez Ducaud 57' | Relatório | Blanco 15' Tritzant 51' | Campos Pan e Parapan-Americano, Toronto Árbitros: CHN You Suolong ARG Andrés Lesema |

| 21 de julho 17:00                    |           |                                                          |                                                                                           |
| Estados Unidos                       | 1 – 1     | Brasil                                                   | Campos Pan e Parapan-Americano, Toronto Árbitros: URU Federico García CAN Gavin Caldecott |
| Sundeen 57'                          | Relatório | Borges 34'                                               | Campos Pan e Parapan-Americano, Toronto Árbitros: URU Federico García CAN Gavin Caldecott |
| Penalidades                          |           |                                                          | Campos Pan e Parapan-Americano, Toronto Árbitros: URU Federico García CAN Gavin Caldecott |
| Harris · Runzi · Linney · Cunningham | 1 – 3     | Paixão · Y. van der Heijden · Sousa · P. van der Heijden | Campos Pan e Parapan-Americano, Toronto Árbitros: URU Federico García CAN Gavin Caldecott |

| 21 de julho 19:30                 |           |                   |                                                                                           |
| Canadá                            | 3 – 0     | Trinidad e Tobago | Campos Pan e Parapan-Americano, Toronto Árbitros: ESP Francisco Vázquez CAN Grant Hundley |
| Smythe 3' Sarmento 29' Tupper 50' | Relatório |                   | Campos Pan e Parapan-Americano, Toronto Árbitros: ESP Francisco Vázquez CAN Grant Hundley |

### Classificação 5º–8º lugar
| 23 de julho 09:00                       |           |               |                                                                                              |
| México                                  | 3 – 1     | Cuba          | Campos Pan e Parapan-Americano, Toronto Árbitros: TTO Donny Gobinsingh ESP Francisco Vázquez |
| Campillo 29' Pedraza 32' Ri. García 50' | Relatório | Gutiérrez 43' | Campos Pan e Parapan-Americano, Toronto Árbitros: TTO Donny Gobinsingh ESP Francisco Vázquez |

| 23 de julho 11:30    |           |                   |                                                                                          |
| Estados Unidos       | 2 – 1     | Trinidad e Tobago | Campos Pan e Parapan-Americano, Toronto Árbitros: CAN Gavin Caldecott CHI Matías Barbosa |
| Holt 27' Sundeen 38' | Relatório | Marcano 36'       | Campos Pan e Parapan-Americano, Toronto Árbitros: CAN Gavin Caldecott CHI Matías Barbosa |

### Semifinais
| 23 de julho 17:00                                    |           |       |                                                                                       |
| Argentina                                            | 6 – 0     | Chile | Campos Pan e Parapan-Americano, Toronto Árbitros: CHN You Suolong CHI Federico García |
| Vila 6' Peillat 30', 42', 44' Paredes 44' Brunet 60' | Relatório |       | Campos Pan e Parapan-Americano, Toronto Árbitros: CHN You Suolong CHI Federico García |

| 23 de julho 19:30                                      |           |                                                  |                                                                                       |
| Brasil                                                 | 0 – 0     | Canadá                                           | Campos Pan e Parapan-Americano, Toronto Árbitros: ARG Andrés Ledesma USA Saleem Aaron |
|                                                        | Relatório |                                                  | Campos Pan e Parapan-Americano, Toronto Árbitros: ARG Andrés Ledesma USA Saleem Aaron |
| Penalidades                                            |           |                                                  | Campos Pan e Parapan-Americano, Toronto Árbitros: ARG Andrés Ledesma USA Saleem Aaron |
| Y. van der Heijden · P. van der Heijden · Reus · Smith | 3 – 5     | Pearson · Teixeira · Panesar · Johnston · Froese | Campos Pan e Parapan-Americano, Toronto Árbitros: ARG Andrés Ledesma USA Saleem Aaron |

### Disputa pelo 7º lugar
| 25 de julho 09:00 |           | |                                                                                       |
| Cuba              | 0 – 13    | Trinidad e Tobago                                                                                             | Campos Pan e Parapan-Americano, Toronto Árbitros: CHI Matías Barbosa USA Saleem Aaron |
|                   | Relatório | Pierre 5', 13', 26' Reynos 6', 47' Murray 20', 35', 46' Emmanuel 28' Gilkes 31', 33' Campbell 43' Mouttet 44' | Campos Pan e Parapan-Americano, Toronto Árbitros: CHI Matías Barbosa USA Saleem Aaron |

### Disputa pelo 5º lugar
| 25 de julho 11:30         |           |                                                        |                                                                                            |
| México                    | 2 – 6     | Estados Unidos                                         | Campos Pan e Parapan-Americano, Toronto Árbitros: CAN Gavin Caldecott TTO Donny Gobinsingh |
| E. García 19' Borquez 30' | Relatório | Holt 3', 11', 17' Barminski 22' Harris 45' Sundeen 51' | Campos Pan e Parapan-Americano, Toronto Árbitros: CAN Gavin Caldecott TTO Donny Gobinsingh |

### Disputa pelo bronze
| 25 de julho 17:00                          |           |           |                                                                                        |
| Chile                                      | 4 – 1     | Brasil    | Campos Pan e Parapan-Americano, Toronto Árbitros: ARG Andrés Ledesma USA Grant Hundley |
| N. Renz 5', 32' Kannegiesser 19' Tarud 30' | Relatório | Smith 60' | Campos Pan e Parapan-Americano, Toronto Árbitros: ARG Andrés Ledesma USA Grant Hundley |

### Final
| 25 de julho 19:30                 |           |        |                                                                                             |
| Argentina                         | 3 – 0     | Canadá | Campos Pan e Parapan-Americano, Toronto Árbitros: ESP Francisco Vázquez USA Federico García |
| P. Ibarra 25' Vila 33' Brunet 47' | Relatório |        | Campos Pan e Parapan-Americano, Toronto Árbitros: ESP Francisco Vázquez USA Federico García |

## Classificação final
| Pos.              | Equipe                | Campanha | Campanha | Campanha |
| Pos.              | Equipe                | V        | E        | D        |
| ----------------- | --------------------- | -------- | -------- | -------- |
| Medalha de ouro   | ARG Argentina         | 6        | 0        | 0        |
| Medalha de prata  | CAN Canadá            | 5        | 0        | 1        |
| Medalha de bronze | CHI Chile             | 4        | 0        | 2        |
| 4                 | BRA Brasil            | 1        | 2        | 3        |
| 5                 | USA Estados Unidos    | 3        | 2        | 1        |
| 6                 | MEX México            | 1        | 0        | 5        |
| 7                 | TTO Trinidad e Tobago | 1        | 1        | 4        |
| 8                 | CUB Cuba              | 0        | 2        | 4        |